# مشیرفه شمالی
مشیرفه شمالی (به عربی: مشیرفة شمالیة) یک روستا در سوریه است که در ناحیه تمانعه واقع شده‌است. مشیرفه شمالی ۶۴۰ نفر جمعیت دارد.